# Adeline Records
Adeline Records – niezależna amerykańska wytwórnia płytowa założona przez Billie’ego Joe Armstronga wokalistę grupy muzycznej Green Day, jego żonę Adrienne Nesser oraz Jima Theibaud – zawodowego skateboardzistę. Wytwórnia Adeline Records wspiera zaprzyjaźnione zespoły.
Nagrywają dla tej wytwórni: Green Day, AFI, One Man Army, The Frisk, The Influents, The Soviettes, The Crush, the effection, Fetish, Fleshies, Pinhead Gunpowder, The Frustrators, i The Network.
Billie nagrywa także za darmo początkujące zespoły.